# Mily, a kíváncsi
A Mily, a kíváncsi (eredeti cím: Mily Miss Questions) 2013-tól futó francia televíziós 2D-s / 3D-s számítógépes animációs sorozat, amelynek zeneszerzője Alexis Pecharman. A tévéfilmsorozat a Ciel de Paris Prod gyártásában készült. Műfaját tekintve oktató filmsorozat. Franciaországban 2013. március 23-ától a France 5 vetítette, Magyarországon 2016. szeptember 15-étől az M2 sugárotza.

## Szereplők
- Mily – A főhős, akit sok kérdés foglalkoztat, és minden nap tanul valami újat.

## Epizódok
1. Családi album (Photos de famille)
2. A titánok (Les Titans)
3. Verseny vagy szórakozás (Avec ou sans médaille)
4. Fő az őszinteség (La vérité en chantant)
5. A szerelem (Les amoureux Amour)
6. A fiús vadóc (Garçon manqué)
7. Félni jó (Peur bleue)
8. A dilemma (Le dilemme)
9. Csúnya vagy szép (Trop Beau)
10. A napi menü (Menu du jour)
11. Hugo, a zseni (T'es génial Hugo!)
12. A földönkívüliek (Ovni)
13. Az érzékelés
14. A park királya
15. Mi a normális?
16. Szólni, vagy nem szólni
17. Szükség és vágy
18. Mire jók a szabályok?
19. Nem az én hibám
20. Téves elképzelés
21. Abszurd
22. Fiatal vagy kicsi?
23. A szabadság
24. Leo előítéletei
25. Az időgép
26. Robot gondok
27. Fura család
28. A helyes szó
29. Munkára fel!
30. A betűző verseny
31. A siker receptje
32. Osztozkodás
33. Elválaszthatatlanok
34. Csapatszellem
35. Légy mindig pontos!
36. Hova tűnt a tanárnő!
37. Csúfolódni könnyű
38. Mily álma
39. A szörnyeteg
40. Higgy magadban!
41. Mily, az igazságosztó
42. Egy rendkívüli állat
43. Szegény Mily
44. Ihlet
45. Ki a bátor?
46. Az irigység
47. Az érzések viharában
48. Kíváncsi kisasszony és Okos úr
49. Önállóság
50. Beszél a csend
51. Mit rejt a jövő?
52. Az élet szép
53. A felhők között
54. Az eső
55. Nyugodj meg!
56. Titkos kert
57. Láthatatlan Mily
58. Kapaszkodj a kalandokba!
59. Piros, mint a paradicsom
60. Április bolondja
61. Kutya élet
62. Nagyapa

## Magyar változat
A szinkront az MTVA megbízásából a Protone Stúdió készítette.
Magyar szöveg: Lovász Ágnes
Hangmérnök:
Vágó:
Gyártásvezető:
Szinkronrendező: Gömöri V. István
Produkciós vezető:
Felolvasó: Endrédi Máté
Magyar hangok
- Baráth István – Maceo
- Berecz Kristóf Uwe – Leo
- Farkasinszky Edit – Mily anyja
- Gubányi György István – Pop
- Hermann Lilla – Mily
- Ifj. Boldog Gábor – Hugo
- Károlyi Lili – Lola
- Joó Gábor – Luc
- Laudon Andrea – Penelope
- Seder Gábor – Mily apja
- Vadász Bea – Juliette